# In the Wee Small Hours of the Morning
«In the Wee Small Hours of the Morning» — песня Дэвида Манна (музыка) и Боб Хиллиарда (слова). Впервые прозвучала в 1955 году в исполнении Фрэнка Синатры, дав название его альбому того года In the Wee Small Hours.
Манн с Хиллардом написали её на импровизированной послеполуночной сессии по написанию песен в доме последнего в Нью-Джерси. Манн уже собирался уезжать в Нью-Йорк, но Хиллиард настоял на том, чтобы тот остался и спонтанно с ним посочинял. Манн нехотя согласился и в итоге сочинил мелодию, на которую Хиллиард быстро написал слова.